# 4383 Suruga
4383 Suruga је астероид главног астероидног појаса чија средња удаљеност од Сунца износи 2,424 астрономских јединица (АЈ).
Апсолутна магнитуда астероида је 13,2.